# ادتالم
ادتالم (انگلیسی: Adtalem) شرکت خدمات آموزشی آمریکایی است، که در سال ۱۹۷۳ تأسیس شد.